# Pieter de Monchy

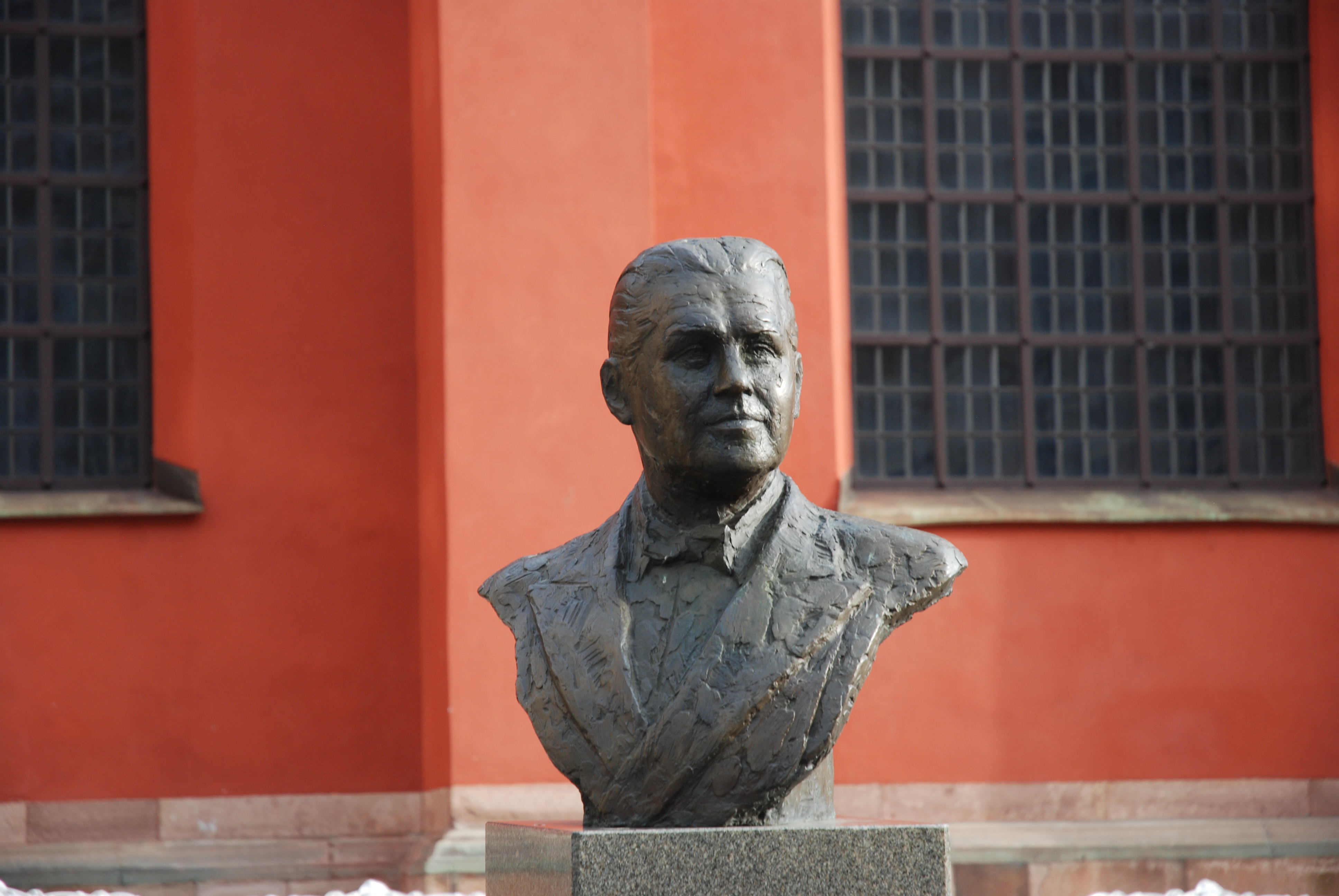
Jussi Björling, Stockholm

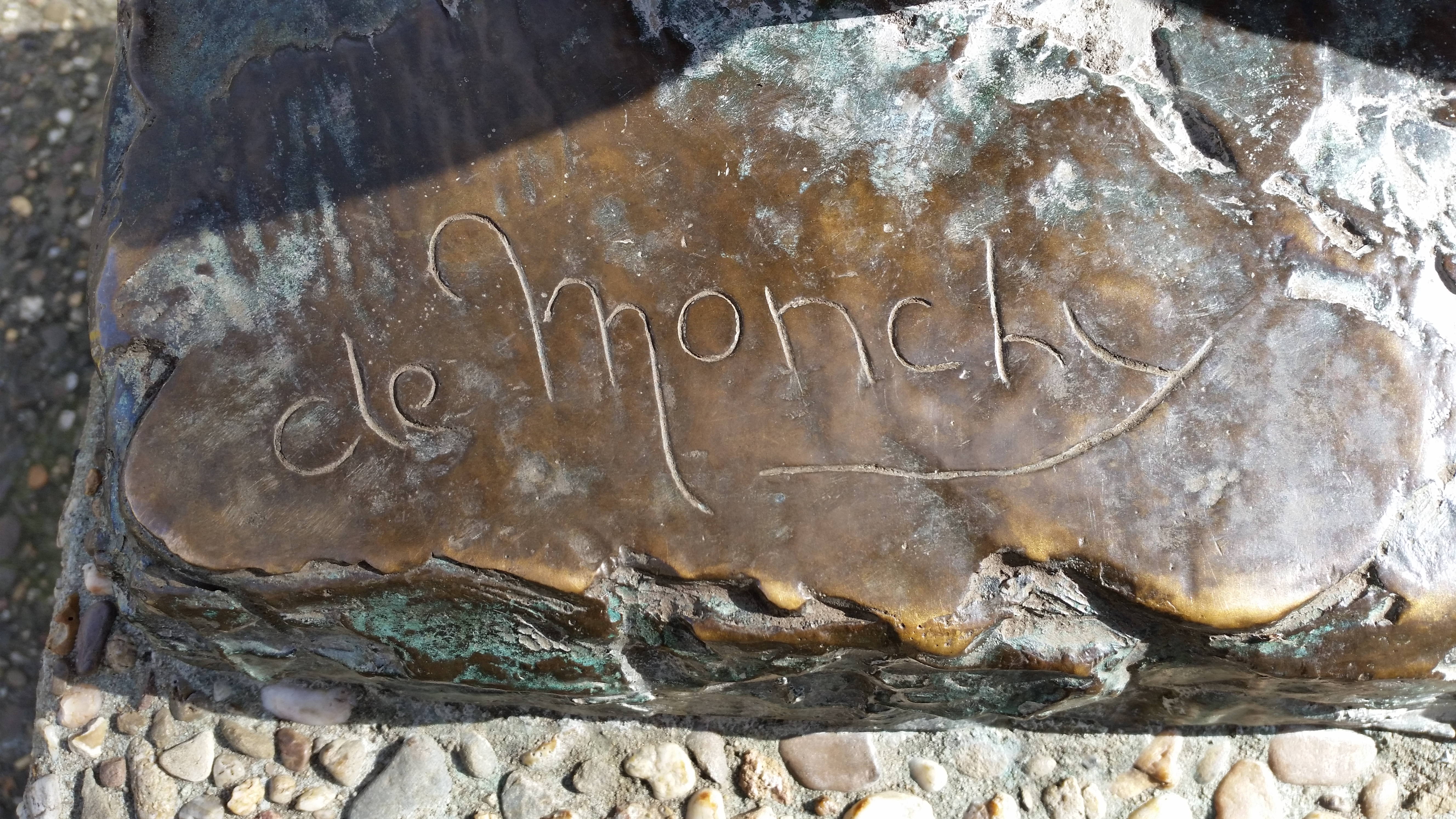
Pieters "handtekening" onder De gewichtheffer (maart 2020)

Engel Pieter (Pieter) de Monchy (Hengelo, 2 juli 1916 – Haarlem, 27 april 2011) was een Nederlandse beeldhouwer en tekenaar.

## Leven en werk
De Monchy, zoon van de Twentse textielfabrikant Rudolf Adriaan de Monchy en Dorothea Maria van Leeuwen Boomkamp, is genoemd naar zijn overgrootvader de Rotterdamse koopman en liberale politicus Engel Pieter de Monchy. Na eerst een commerciële opleiding te hebben gevolgd, koos hij voor een creatief beroep en volgde een tekenopleiding bij Jos Rovers. Hij ontwikkelde zichzelf verder tot schilder en beeldhouwer. Zijn beelden zijn in diverse plaatsen in en buiten Nederland in de openbare ruimte te zien. Werk van De Monchy buiten Nederland bevindt zich onder meer in Jakarta, Stockholm, Willemstad en Valencia.
Het werk van De Monchy werd regelmatig geëxposeerd, zo werd in 1985 een overzichtstentoonstelling van zijn werk gehouden in het Singer Museum in Laren.
De Monchy is twee keer getrouwd geweest. Met zijn eerste echtgenote Cornelia Hendrika van Ginkel had hij één dochter. Zijn tweede echtgenote was de Zweedse journaliste en dichteres Gunvor Nilsson.

## Werken (selectie)
- De helhond - De Lutte (1950)
- Twee judoka's - Amstelveen (1960)
- Jussi Björling, Jakobs kyrka, Stockholm (1961, gerestaureerd in 1994)
- Herdenkingsmonument - Hengelo (1965), onthuld door minister-president Marijnen
- De gewichtheffer - Kastelenstraat in Amsterdam
- Albert Schweitzer - Deventer (1975)
- De Bowler - Amstelveen (1977)
- Bacchus - Made, gemeente Drimmelen (1978)
- De Turftrapster - Amstelveen (1979)
- Caro van Eyck - Amstelveen (1980)
- De Turfsteker - Vinkeveen (1981)
- Beatrix - Amstelveen (1981)
- Buste J.C. van Marken - Agnetapark in Delft